# 新华路街道 (任丘市)
新华路街道，是中华人民共和国河北省沧州市任丘市下辖的一个乡镇级行政单位。

## 行政区划
新华路街道下辖以下地区：
花园里社区、站前社区、新华社区、光明街社区、华科苑社区、东方社区、盛世郡社区、金台园社区、渤海社区、富丽社区、合平社区、万丰社区、雁翎社区、华油科研社区、红星社区、城关一街村、城关二街村、城关四街村、西关村、南关村、北关村、前庄村、陈场村、安庄村、殷边村、北小征村和南小征村。

## 交通
- 京九铁路：任丘站